# Budapesti Közlekedési Zrt.

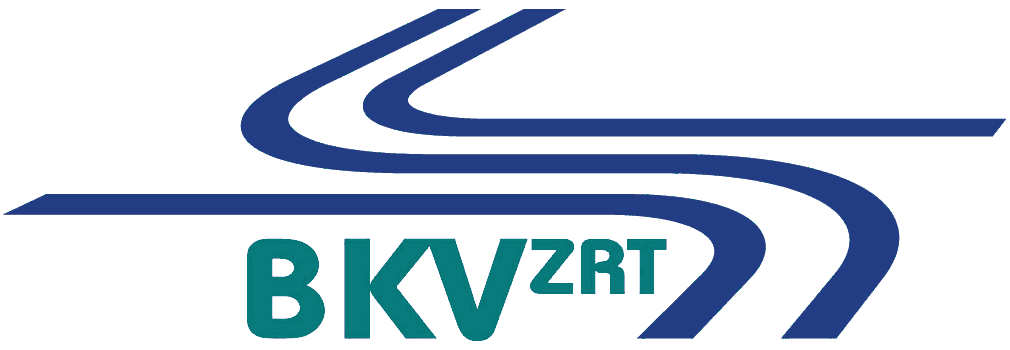
Logo van BKV

Budapesti Közlekedési Zrt. of BKV is het openbaarvervoerbedrijf van de Hongaarse hoofdstad Boedapest. De naam betekent "Boedapests Transportbedrijf BV". In 2010 verzorgde BKV ca. 1,3 miljard passagiersbewegingen.

## Netwerk
BKV baat het uitgebreide netwerk van openbaar vervoer in Boedapest uit, onder andere de uit 4 lijnen bestaande metro van Boedapest, 33 tramlijnen, 231 buslijnen, 40 nachtbussen, 15 trolleybuslijnen, 4 boten en 5 HÉV-voorstadstreinen. Ook de toeristische kabelspoorweg (Sikló) naar de burchtwijk van Boeda de stoeltjeslift (Libegő) in de heuvels van Boeda worden uitgebaat door BKV.

## Vervoerbewijzen

### Overzicht
Bij BKV kan de reiziger kiezen tussen kaartjes (jegyek) en abonnementen (bérletek). Het assortiment bestaat uit kaarten met een geldigheidsduur van één enkele reis en netkaarten met een geldigheidsduur van maximaal één week. Naast de kaarten bestaan er abonnementen met een geldigheidsduur van maximaal één jaar. Daarnaast zijn er kaarten waarbij er tussen voertuigen en verschillende transportmiddelen overgestapt mag worden.

### Rittenkaarten zonder overstapmogelijkheden en gebruiksvoorwaarden
Vervoerbewijzen van BKV zijn geldig op de meeste types van het Boedapestse openbaar vervoer: bus, tram, metro, tandradbaan en ook de HÉV-trein voor de trajecten binnen de stadsgrenzen. Bij rittenkaarten zijn overstappen mogelijk tussen de verschillende metrolijnen. Andere overstappen, bijvoorbeeld van metro op tram of van de ene bus op de andere, zijn niet toegestaan. De reis mag niet onderbroken worden en terugreizen op hetzelfde traject is niet toegestaan. Rittenkaarten zijn eveneens in boekjes van 10 (10 db-os gyűjtőjegy) verkrijgbaar. Hierbij valt de prijs per rit lager uit. Tegen een toeslag en enkel bij geüniformeerde verkopers kan men in het voertuig kaarten aanschaffen.

### Andere types kaarten en abonnementen
Er bestaan overstapkaarten (átszállójegyek), die duurder zijn dan rittenkaarten en één andere overstap toelaten, bijvoorbeeld van metro op bus. Uitsluitend voor de metro zijn er goedkopere "short section"-kaartjes (vonaljegyek) waar vanaf het instapstation maximaal 3 stations gereisd kan worden. Naast rittenkaarten en overstapkaarten zijn er netkaarten voor één, drie of zeven dagen. Een aantal transportmiddelen zijn niet toegankelijk met vervoerbewijzen van BKV: dit geldt voor de kabelspoorweg (Sikló) naar de burchtwijk van Boeda en voor de stoeltjeslift (Libegő) in de heuvels van Boeda. Abonnementen bestaan er met een geldigheidsduur van twee weken, een maand, een trimester of een jaar. De aanvrager krijgt, na inlevering van een aanvraagformulier en een pasfoto, een pasje met foto.